# Хераф, Андреас
Андреас Хераф (нем. Andreas Heraf; род. 10 сентября 1967[…], Вена) — австрийский футболист и футбольный тренер, выступал на позиции опорного полузащитника.

## Карьера

### Клубная
Начинал карьеру в венском «Рапиде» в 1985 году. Через три года перешёл в другой столичный клуб «Фёрст», после чего провёл половину сезона в «Аустрии» из Зальцбурга. С 1991 по 1994 годы играл за «Форвертс» (Штайр), затем провёл ещё половину сезона в «Ганновере». В 1995 году вернулся в венский «Рапид» и помог ему дойти до финала Кубка обладателей кубков УЕФА 1996 года, в котором австрийцы уступили французскому ПСЖ. Завершил карьеру в 2001 году в «Кернтене».

### В сборной
С 1996 по 1998 года играл в сборной Австрии, провёл 11 матчей и забил 1 гол. Участвовал в чемпионате мира 1998 года.

### Тренерская
В списке клубов, которые он тренировал, есть немецкий «Саарбрюккен», а также несколько австрийских команд: «Аустрия» из Лустенау, «Шваненштадт», «Суперфунд» и «Парндорф 1919». Тренировал сборную Австрии до 19 лет.

## Достижения
- Чемпион Австрии: 1987, 1988, 1996
- Победитель Кубка Австрии: 1987, 1995, 2001
- Финалист Кубка обладателей кубков: 1996

## Личная жизнь
Жена Биргит. Дети: дочь Янина (род. 1993) и сын Робин (род. 2001).